# 天主教貝爾圖阿總教區
天主教貝爾圖阿總教區（拉丁語：Archidioecesis Bertuana）是喀麥隆一個羅馬天主教教省總教區，下轄三個教區。是該國五個總教區之一。
總教區的前身、貝爾圖阿教區成立於1983年3月17日，1994年11月11日升為總教區。
總教區位於東部區洛姆和傑雷姆省，2006年有教友121,204人（佔轄區總人口38.6%）、十八個堂區、四十四名司鐸。現任教區總主教為若瑟·阿坦加。